# 上尾幌駅
上尾幌駅（かみおぼろえき）は、北海道厚岸郡厚岸町上尾幌にある北海道旅客鉄道（JR北海道）根室本線（花咲線）の駅である。電報略号はカホ。事務管理コードは▲110440。

## 歴史

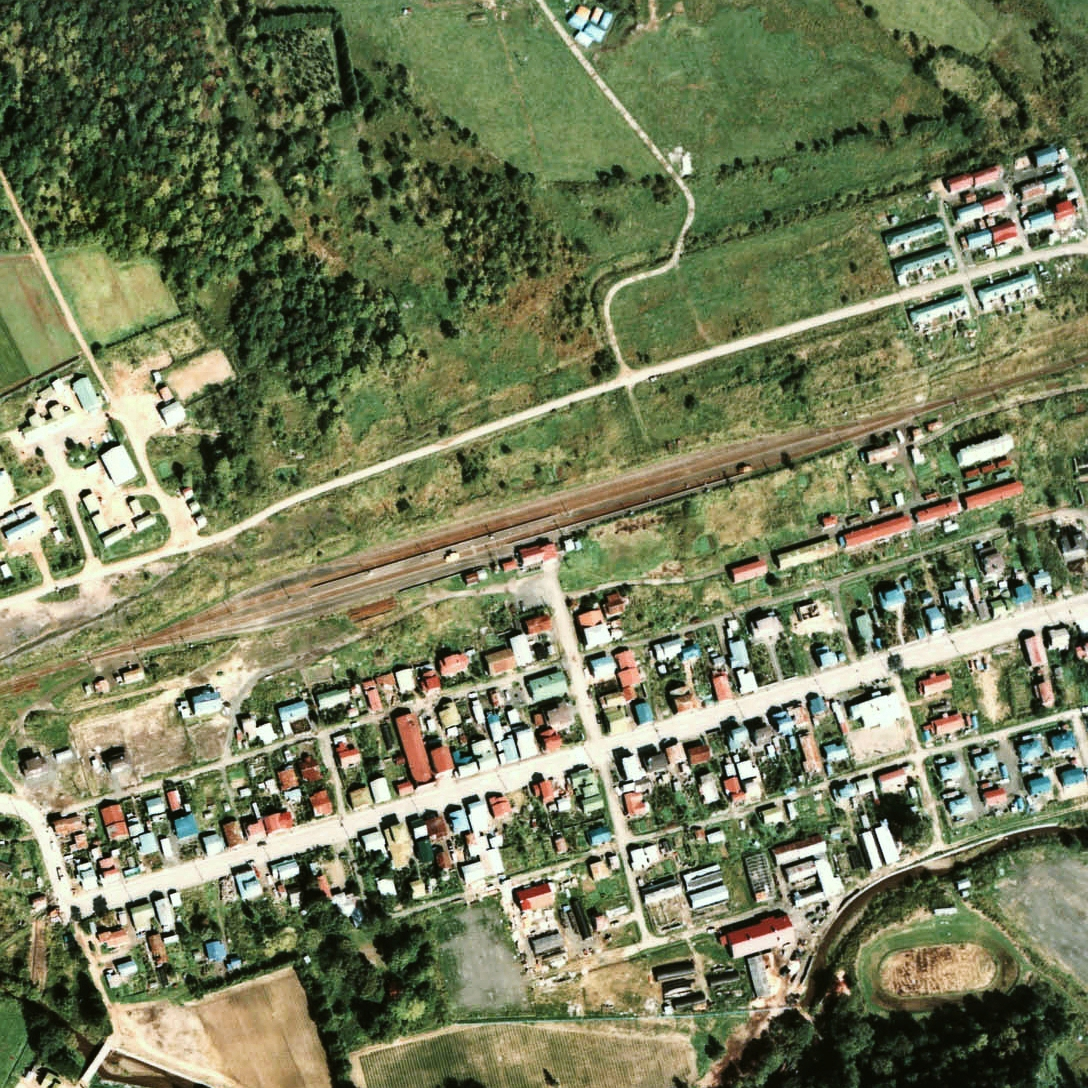
1977年の上尾幌駅、周囲約500m範囲。右が根室方面。若干ずれた形の単式ホーム2面2線、駅裏に貨物用の留置線を2本、駅舎横釧路側に貨物ホームと引込み線を有している。貨物取扱廃止後で駅裏のストックヤードは草生しているが、かつては周囲の山林から伐採された木材の搬出が盛んであった。

- 1917年（大正6年）12月1日：鉄道院釧路本線（→根室本線）釧路駅 - 浜厚岸駅間延伸に伴い開業（一般駅）[2][3]。
- 1935年（昭和10年）12月：駅舎改築[4]。
- 1974年（昭和49年）10月1日：貨物扱い廃止[4]。
- 1984年（昭和59年）2月1日：荷物扱い廃止[4]。
- 1986年（昭和61年）11月1日：無人化[4]。
- 1987年（昭和62年）4月1日：国鉄分割民営化により、北海道旅客鉄道（JR北海道）の駅となる[5]。

### 駅名の由来
尾幌川の上流にあることから。

## 駅構造
2面2線の島式ホームと単式ホームの地上駅。かつて設定されていた釧路方面への当駅折り返し列車は2番線を使用していた。
厚岸駅管理の無人駅。

### のりば
| 番線 | 路線                 | 方向 | 行先           |
| ---- | -------------------- | ---- | -------------- |
| 1    | ■根室本線 （花咲線） | 上り | 釧路方面       |
| 2    | ■根室本線 （花咲線） | 下り | 厚岸・根室方面 |

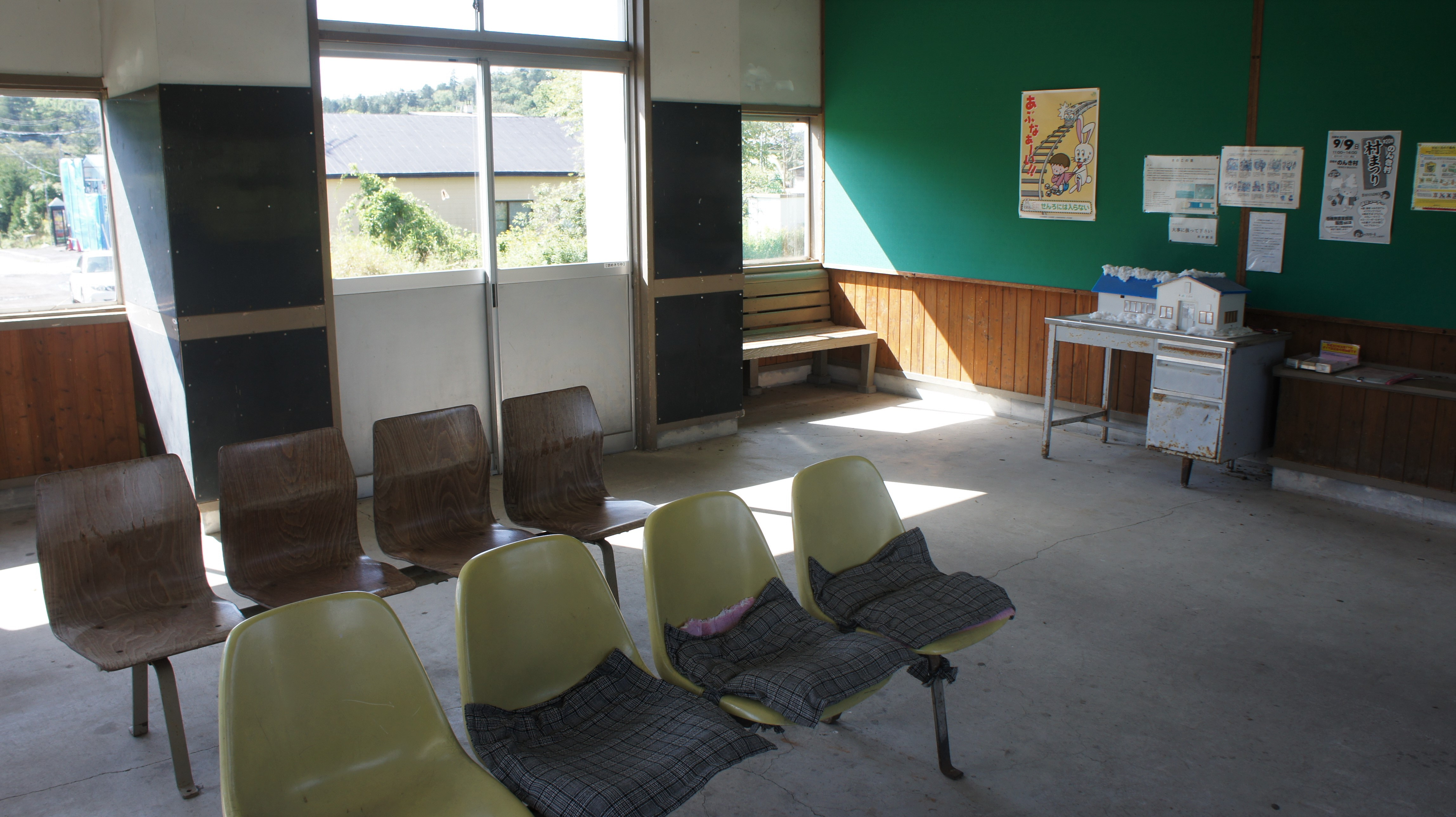
待合室（2018年9月）
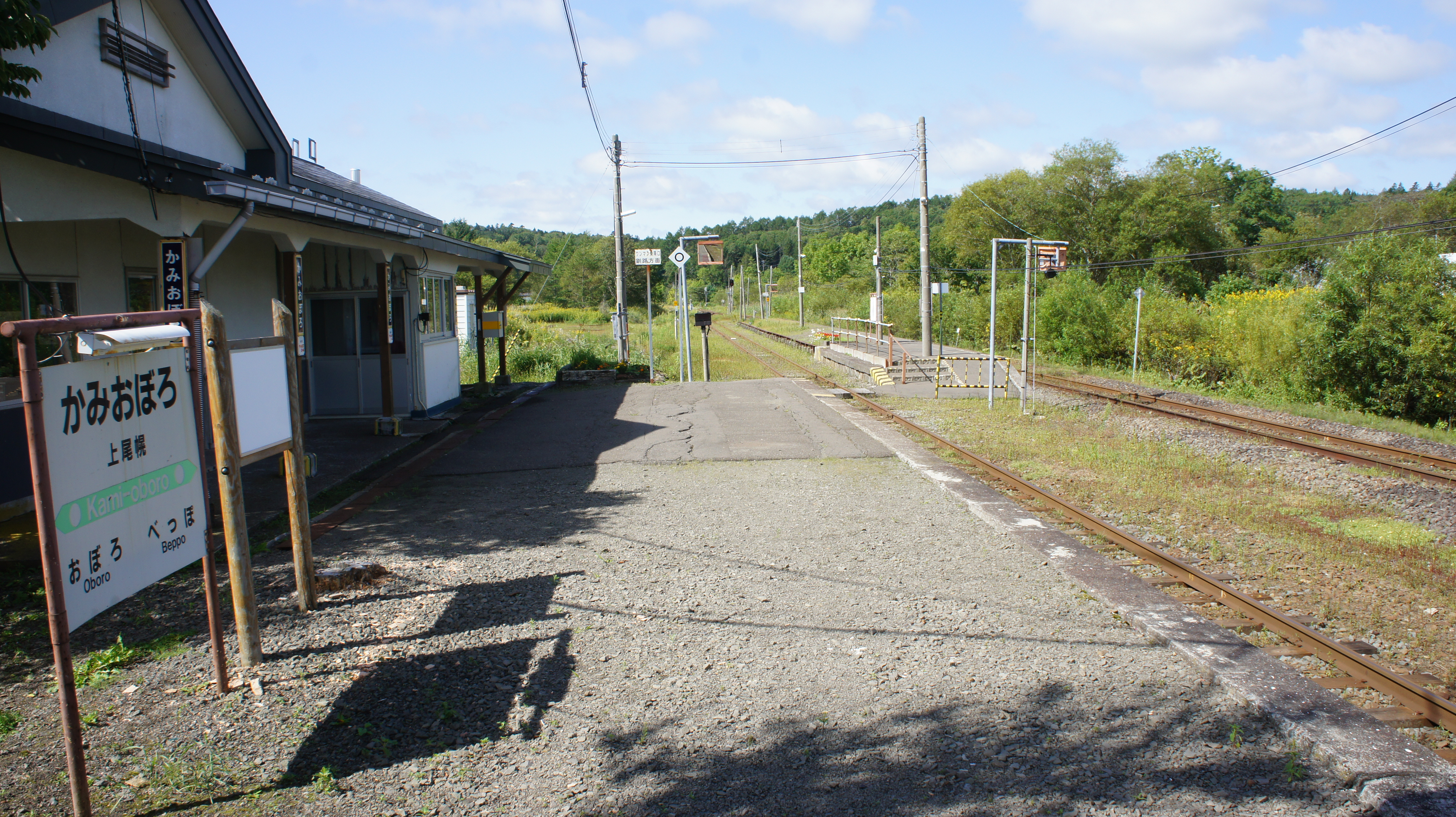
ホーム（2018年9月）
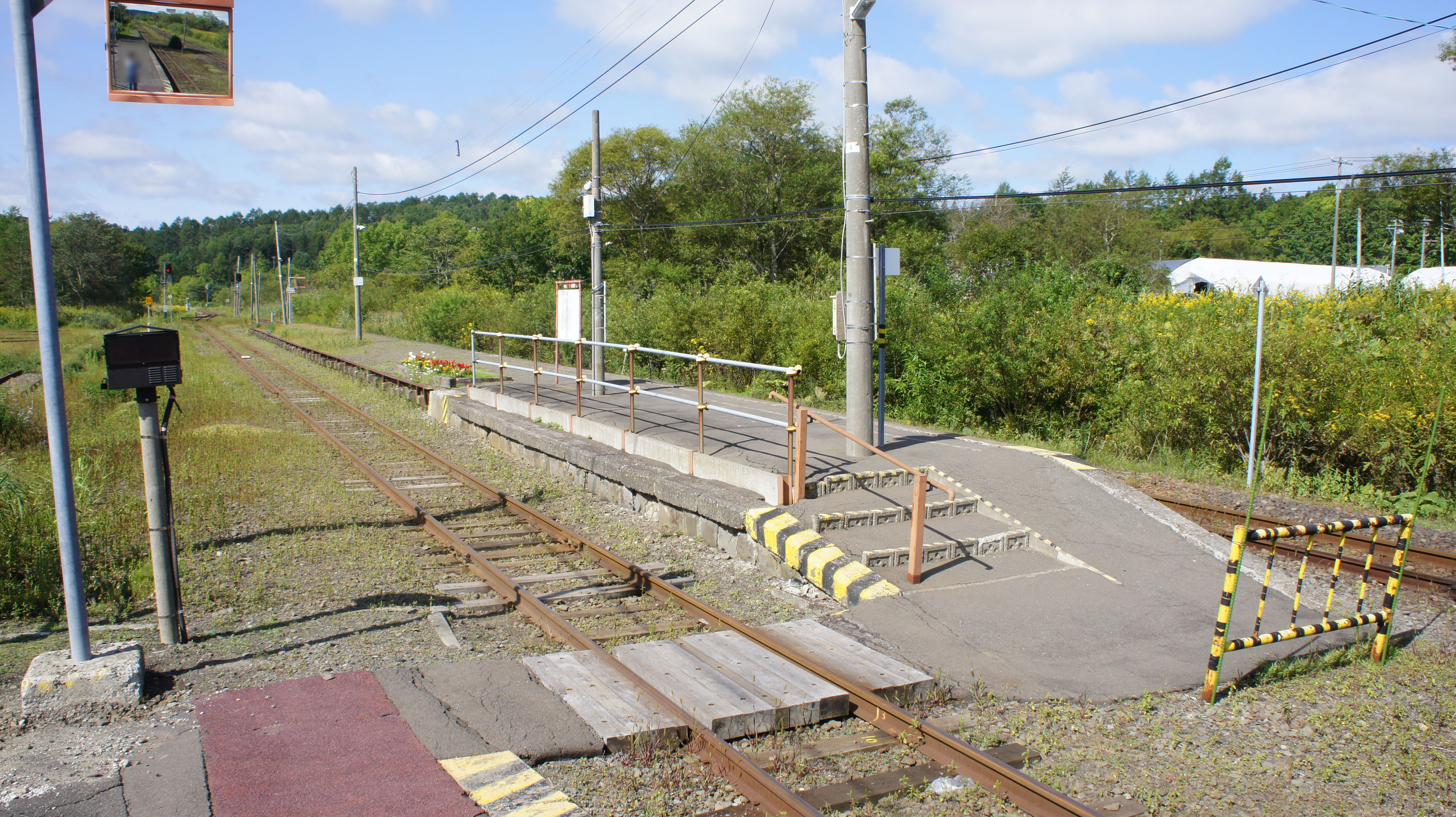
構内踏切（2018年9月）

## 利用状況
乗車人員の推移は以下のとおり。年間の値のみ判明している年については、当該年度の日数で除した値を括弧書きで1日平均欄に示す。乗降人員のみが判明している場合は、1/2した値を括弧書きで記した。
また、「JR調査」については、当該の年度を最終年とする過去5年間の各調査日における平均である。
| 年度               | 乗車人員 | 乗車人員 | 乗車人員 | 出典       | 備考                |
| 年度               | 年間     | 1日平均  | JR調査   | 出典       | 備考                |
| ------------------ | -------- | -------- | -------- | ---------- | ------------------- |
| 1978年（昭和53年） |          | 172      |          | [ 6 ]      |                     |
| 1992年（平成04年） |          | (47.0)   |          | [ 7 ]      | 1日平均乗降客数94人 |
| 2016年（平成28年） |          |          | 14.2     | [ JR北 1 ] |                     |
| 2017年（平成29年） |          |          | 12.4     | [ JR北 2 ] |                     |
| 2018年（平成30年） |          |          | 11.0     | [ JR北 3 ] |                     |
| 2019年（令和元年） |          |          | 7.8      | [ JR北 4 ] |                     |
| 2020年（令和02年） |          |          | 5.2      | [ JR北 5 ] |                     |
| 2021年（令和03年） |          |          | 4.2      | [ JR北 6 ] |                     |
| 2022年（令和04年） |          |          | 4.0      | [ JR北 7 ] |                     |

## 駅周辺
当地はかつて林業と炭鉱で栄え、ピーク時には2000人以上の居住があったが、昭和40年代の炭鉱合理化で急速に衰退した。
- 国道44号
- 上尾幌郵便局

## 接続
- 1918年（大正7年）頃：八千代炭礦より当駅積込場へトロッコ軌道4.5km敷設[8][9]。
- 1933年（昭和8年）頃：三星炭礦（後の王子製紙大東炭礦）より3.5km[9]、釧路炭礦青葉礦業所より5km[9]、それぞれ当駅積込場へ馬車軌道敷設[8]。
- 1943年（昭和18年）：中小炭鉱整理令により各炭鉱閉山[8]。
- 1944年（昭和19年）：上尾幌森林軌道開設[10]。4.4キロ[11]
- 1947年（昭和22年）：旧・王子製紙大東炭礦が北海鉱山上尾幌礦として馬車軌道と共に再開[8]、後にガソリンカー導入（導入時期不詳）[8]。
- 1950年（昭和25年）：上尾幌森林軌道廃止[10]。

## 隣の駅
北海道旅客鉄道（JR北海道）
根室本線（花咲線）

別保駅 - 上尾幌駅 - 尾幌駅

### JR北海道
1. ↑  「根室線（釧路・根室間）」（PDF）『線区データ（当社単独では維持することが困難な線区）』、北海道旅客鉄道、2017年12月8日。オリジナルの2017年12月9日時点におけるアーカイブ。2017年12月10日閲覧。
2. ↑  「根室線（釧路・根室間）」（PDF）『線区データ（当社単独では維持することが困難な線区）(地域交通を持続的に維持するために)』、北海道旅客鉄道株式会社、3頁、2018年7月2日。オリジナルの2018年8月19日時点におけるアーカイブ。2018年8月19日閲覧。
3. ↑  “根室線（釧路・根室間）” (PDF). 線区データ（当社単独では維持することが困難な線区）(地域交通を持続的に維持するために).   北海道旅客鉄道. p. 3 (2019年10月18日). 2019年10月18日時点のオリジナルよりアーカイブ。2019年10月18日閲覧。
4. ↑  “根室線（釧路・根室間）” (PDF). 地域交通を持続的に維持するために > 輸送密度200人以上2,000人未満の線区（「黄色」8線区）.   北海道旅客鉄道. p. 3 (2020年10月30日). 2020年11月2日時点のオリジナルよりアーカイブ。2020年11月2日閲覧。
5. ↑  “駅別乗車人員  特定日調査（平日）に基づく”.   北海道旅客鉄道. 2022年8月3日時点のオリジナルよりアーカイブ。2022年8月14日閲覧。
6. ↑  “駅別乗車人員  特定日調査（平日）に基づく”.   北海道旅客鉄道. 2022年9月3日時点のオリジナルよりアーカイブ。2022年9月3日閲覧。
7. ↑  “駅別乗車人員  特定日調査（平日）に基づく”.   北海道旅客鉄道. 2023年11月10日時点のオリジナルよりアーカイブ。2023年11月10日閲覧。